# Silene cashmeriana
Silene cashmeriana är en nejlikväxtart som först beskrevs av John Forbes Royle, och fick sitt nu gällande namn av Majumdar. Silene cashmeriana ingår i släktet glimmar, och familjen nejlikväxter. Inga underarter finns listade i Catalogue of Life.